# Frank Juric
Frank Juric (Melbourne, 28 ottobre 1973) è un allenatore di calcio ed ex calciatore australiano, di ruolo portiere, preparatore dei portieri della nazionale australiana.

## Palmarès

### Club

#### Competizioni nazionali
- NSL: 2

Melbourne Knights: 1995, 1996

## Statistiche

### Cronologia presenze e reti subite in nazionale
| Cronologia completa delle presenze e delle reti in nazionale ― Australia | Cronologia completa delle presenze e delle reti in nazionale ― Australia | Cronologia completa delle presenze e delle reti in nazionale ― Australia | Cronologia completa delle presenze e delle reti in nazionale ― Australia | Cronologia completa delle presenze e delle reti in nazionale ― Australia | Cronologia completa delle presenze e delle reti in nazionale ― Australia | Cronologia completa delle presenze e delle reti in nazionale ― Australia | Cronologia completa delle presenze e delle reti in nazionale ― Australia |
| Data                                                                     | Città                                                                    | In casa                                                                  | Risultato                                                                | Ospiti                                                                   | Competizione                                                             | Reti                                                                     | Note                                                                     |
| ------------------------------------------------------------------------ | ------------------------------------------------------------------------ | ------------------------------------------------------------------------ | ------------------------------------------------------------------------ | ------------------------------------------------------------------------ | ------------------------------------------------------------------------ | ------------------------------------------------------------------------ | ------------------------------------------------------------------------ |
| 10-11-1995                                                               | Christchurch                                                             | Nuova Zelanda                                                            | 0 – 0                                                                    | Australia                                                                | Coppa d'Oceania 1996 - Semifinale                                        | -                                                                        |                                                                          |
| 10-2-1996                                                                | Wollongong                                                               | Australia                                                                | 1 – 4                                                                    | Giappone                                                                 | Amichevole                                                               | -4                                                                       |                                                                          |
| Totale                                                                   |                                                                          | Presenze                                                                 | 2                                                                        |                                                                          | Reti                                                                     | -4                                                                       |                                                                          |